# AGRAVITY BOYS
『AGRAVITY BOYS』（アグラビティ ボーイズ）は、中村充志による日本の漫画。『週刊少年ジャンプ』（集英社）において、2020年2号から2021年5・6合併号まで連載された。「次にくるマンガ大賞2020」コミックス部門第6位。ジャンプGIGA 2021SPRING にて完結編を掲載。

## 概要
人類の入植候補地である惑星「α・ジャンブロー」を主な舞台に、優秀なはずの少年たちが自由奔放に巻き起こすSFギャグ漫画。略称は「アグラビ」。
サブタイトルは(第1話を除いて)曲のタイトルや歌詞が用いられており、場合によっては単語を内容に合うように変更している。なお、第1話のサブタイトルは読切版のタイトルである。担当編集者は杉田卓(第10話以前)、田口光(第10話以降)。

## あらすじ
2119年、人類の入植先を求めたプロジェクトに抜擢された少年サガ、クリス、ゲラルト、ババの4人が星を渡る旅に出るも、出発の2日後に起きた核戦争で地球は滅亡してしまう。入植候補地である星「α・ジャンブロー」に辿り着いた4人は、星の開拓、高次存在との遭遇や度重なるピンチ、仲間たちの馬鹿馬鹿しい暴走を乗り越えながら、人類最後の希望として地球を救う手立てを模索する。更に、彼らと同時期にα・ジャンブローを目指し地球を発っていた、グリスロウら敵国の船団とも合流。「地球を救うために必要なタイムマシンを手に入れる手立ては全てα・ジャンブローにある」と高次存在から知らされた一同は、鉱石の輸出で資金を得てタイムマシンを購入する。
ジャンプGIGAに掲載された完結編では、発見した新理論を基に空間移動も可能なタイムマシンを開発し、無事地球の滅亡を阻止することに成功する。そして2年後、苦難を乗り越えた仲間と再集結し、共にα・ジャンブローの探索を再開するのであった。

## 登場人物

### 自由連合

#### AGRAVITY BOYS(アグラビティボーイズ)
サガ、クリス、ゲラルト、ババの四人組の通称で、アカデミーで最も優秀なチーム。惑星α・ジャンブロー探査に任命され宇宙へ飛び立つが、道中ワームホールに巻き込まれ、片道20年かかるはずのところを3日で到着してしまう。調査船名は「リーティルスキープ」。常識にとらわれない自由奔放な性格を、重力から解放された無重力状態(agravity)になぞらえた呼称であり、アカデミー内だけでなくマスコミ、他国にまで浸透している。四人とも孤児である。敵国である北方同盟に対しても、その関係を無視して共に友好的に活動したいと考えている。
タチカゼ・サガ
年齢：17歳/身長：179cm/体重：81kg/血液型：AB型/生まれたところ：日本/交際歴：0人/誕生日：1月4日/好物：かつ丼、ババの作るチャーハン、お茶漬け、カワハギの肝、わらび餅/操縦士/おちんちん属性：風属性
自由連合のエースパイロットであり、アグラビティボーイズのリーダー。中等部進学時には日本からヨットで太平洋を横断しており、宇宙船から馬までどんな乗り物も乗りこなす技量を持つ。時にルーズな面も見られるが、要時には3人に的確に指示を出しリーダーシップを発揮する。仲間思い。孤児だったため、非合法の賭けレースの莫大な賞金や、テストパイロットの報酬で生活費を稼ぎ暮らしていた。中等部入学初日にクリスを助けて意気投合、その後偶然にもルームメイトとなる。育ちの悪さから中等部進学当時は常識に欠け、クリスから様々な常識を教わった。スニーカー好きで部屋の壁に多数飾ってあるが、高価なものも含めどのスニーカーもある程度着用している。ゴキブリを素手で退治できる。日本出身であるためかアニメや漫画にも詳しく、3人に紹介して楽しむこともある。ケリーがアグラビティマイニング社にスパイとして訪れた際、唯一自身の裏の顔を晒さなかった人物。
完結編では、地球を救うため、ゲラルトの理論を中心に開発された時間・空間移動の双方を可能とする完全なタイムマシンに単身乗り込み、21年前の地球に到達し滅亡を防ぐことに成功する。しかし、帰路の時空移動にて亜空間乱流に巻き込まれ、地球とα・ジャンブローの双方から遠い座標にワープしてしまう。時空移動の燃料も尽きたため、冷凍睡眠装置(コールドスリープ)を用い通常航行で23年かけα・ジャンブローに向かうこととなった。無事23年後のα・ジャンブローで仲間と再会し、積もる話に花を咲かせながら、α・ジャンブローの探索再開を高らかに宣言した。
サガ子サガがジェナダイバージョンの効果で性転換した姿。勝ち気で明るい性格のショートカット女子で一人称は「ウチ」。性転換した3人の中で一番奔放で面倒臭く、我が強い性格。乗り物酔いしやすい。
クリス・アーウィット
年齢：17歳/身長：158cm/体重：50kg/血液型：A型/生まれたところ：アメリカ/交際歴：0人/誕生日：12月25日/好物：イカの塩辛、ババの作るサンドイッチ、ハンバーガー、カリフォルニアロール、なすのお新香/医者/おちんちん属性：聖属性
少女と見紛う容姿をした少年で、アグラビティボーイズ四人の中で最も真面目なツッコミ役。内面も見た目に違わぬ可愛らしさで、度々女子と間違えられたり、女体を連想させてしまうため裸を晒さないよう3人に止められたりしている。その可愛さと誠実さは他星人にも通用し、宇宙に向けて行ったLIVE配信は初回から多数の反響を得て、最終的には「銀河生主四天王」の一角に名を連ねるほど人気を博した。押しに弱い。また、生主を経験して内なる承認欲求が引き出され、一度は生主を引退したもののその後も定期的に配信を行っている。作中のナレーションは、クリス視点で語られることが多い。孤児であったため幼い頃は施設で育てられた。その際、育ての親であるシスターが慈善事業に熱心に取り組んでおり、その影響で人を助ける仕事、医者を志すようになった。施設にいた子どもはほとんどが女子であったため、同年代の男子と共に過ごすのはサガたちが初めてであり、彼らとの時間を何よりも重んじている。中等部からアカデミーの本部にに来た外部生で、初等部時代はノースダコタ支部所属であった。二年後は、自らの経験を活かし、新しい医療技術を各国に伝え回っている。
セイクリッドビーム聖なる光を放つおちんちん魔法。
ゲラルト・ゼーマン
年齢：18歳/身長：183cm/体重：69kg/血液型：B型/生まれたところ：ドイツ/交際歴：0人/誕生日：2月26日/好物：チーズケーキ、ババの作るマカロニグラタン、シュヴァイネブラーテン、グラーシュ、コーラ/宇宙物理学者/おちんちん属性：光属性
頭脳明晰で、専門とする宇宙物理だけでなくあらゆる学問に精通している、「22世紀最高の天才」。優れた容姿も併せ持つ自信家。唯一の自著「外宇宙の航海者」(2111年2月26日発売)は宇宙物理学の歴史を変えた名著とも称される。優秀すぎるが故に学校を選ぶ意味がなく、一般の内部進学生としてアカデミーに在籍していた。高次存在から得た宇宙の書籍(スペースエロ本)から言語を解読し、様々な星の言語体系を習得したため、作中では唯一ジャンブローくんたちと言語的に意思疎通ができる。他者に事物を解説する際、相手の知識量に合わせて適切な言葉選びが出来る柔軟性も持ち合わせている。その頭の良さの反面、運動神経は非常に悪くクリスより非力。視力が悪く常にメガネをかけている。性欲が強い。痔持ち。また、宇宙船や寮の自分用のトイレでしか用を足せない上に枕が変わると眠れない。アカデミー時代には、その天才性から周囲に妬み疎まれ孤立していたが、サガたち三人に声を掛けられ仲間となった。ネット上で(性別を偽り)出会ったモニカに片想いしている。当初はショコラを飼うことに否定的だったが、数日を経る間に仲間に無断でフルネームを考えており、その後はパパを名乗り赤ちゃん言葉で語りかけるほど溺愛している。
二年後、地球が救われた世界でも「人類最大の天才」「地球を救った男」として人気を集めていた。地球創生記念日にはタイムマシン完成に関わった新理論「宇宙際おちんちん理論」を解説する学会を開いていたが、観覧していたクリスに気付き、急遽公演を中止して、皆にサガの帰還が早まったことを伝える。
ゲラ美ジェナダイバージョンを服用したゲラルトが女子になった姿。ロングヘアで一人称は「私」。クールで知的に見えるが、薬の副作用で知力が反転し、九九を言える男性への好感度が上がるほどに「地球一のバカ」である。
ババズラギ・キプラガト
年齢：19歳/身長：199cm/体重：124kg/血液型：O型/生まれたところ：船の上(アフリカ南部。喜望峰あたり)/交際歴：0.5人/誕生日：9月14日/好物：パンケーキ、女子の作る料理なら何でも、ポイキ、アボカド、アサイー/技術者/おちんちん属性：全属性
通称ババ。諸機械の設置や修理、操作などを担う天才エンジニア。筋骨隆々で大柄な体型で、常にタンクトップを着用している。料理も得意であり、アグラビティボーイズのほか三人の好物には「ババの作る」料理も含まれる。南アフリカ国籍だが、船上で生まれた孤児であり実際の人種・ルーツは不明。四人の中で最大のOT値(＝おちんちんの大きさ)を持つ。性欲が強く、中等部時代には己の技術力を生かし男子の性的欲求を満たす様々なツールを制作・提供していた。そのためアカデミー内でも男子人気は高く女子人気は皆無。またそれにより利用者の成績が著しく落ちてしまっており、「学内一の不良」「アカデミーを破滅に導く悪魔」といった異名が付いていた。その一方で、学内の暴力行為を抑えるために「ブロッコリー協定」を提唱・締結した張本人でもある。おちんちん魔法の存在を聞いてから、他のメンバーよりも速やかに魔法を習得しており、しかも伝説の「全属性のおちんちん」の持ち主であったことから、「おちんちんの天才」と称される。おちんちん力は80億で、グリスロウのおよそ3800万倍。己を犠牲に星喰いを撃破し命を落としたが、仲間や関わってきた宇宙の様々な友人が宇宙へ散らばった108個のババの欠片を集めたことで復活した。二年後は金髪で長めの髪形にイメージチェンジし、テレビ番組のインタビューを自ら要求し出演しているところを、クリス・ゲラルトに発見され再会する。その後高次存在によって髪形を元に戻される。
ババ江ジェナダイバージョンを服用し女子になったババ。黒髪のサイドテールで、「～ますわ」「～ですわ」といったお嬢様言葉で話す。一人称は「私」。下ネタ耐性が反転し、体形が見えやすいグリスロウ達の服や露出の高い水着にも恥じらいを見せる清楚系女子になった。サガ・ゲラルトに比べ、顔や体形の変化が特に著しい。
ショコラ・ド・ジャンブロエ
通称ショコラ。α・ジャンブローカワウソの幼いメスで、何らかの生物に襲われ瀕死の所をサガに発見された。その際親と両足を失っており、クリスの治療の下、ゲラルトが開発したシステム搭載の義足をババが製作し、装着することとなった。どんぐりとゲラルトの眼鏡が好きで、サガのお気に入りのスニーカー「"MASARU"限定モデル シーズン6」も寝床として愛用している。四人は同じ孤児としてもショコラに愛着を感じていたが、野生に返すことを決断、しかしショコラ本人が彼らと暮らす道を選んだ。好奇心旺盛で船内をよく駆け回っている。名前はゲラルトが勝手に名付けたもので、とりわけゲラルトに溺愛されている。二年経って成長しても依然サガのスニーカーの隣で寝ている。また、遂にオスのα・ジャンブローカワウソとの交際を始めたが、サガたちには全く認められていない。

### 北方同盟

#### ヨルズ計画の船団
アグラビティボーイズとは異なり、冷凍睡眠装置(コールドスリープ)を用いて20年かけてα・ジャンブローに到達した。一部はクリス、ゲラルトの存在により平静を失っているが、その状況を除けばアグラビティボーイズと比べると真面目で冷静なチームである。四人揃いのタイトな黒スーツがあるが、ルオが着用することは稀。ルオ、ヴォルク、アールシュの順でグリスロウの仲間になった。元々ヨルズ計画の中での訓練成績は芳しくなかったが、最終的にα・ジャンブローへ向かうチームに選ばれた。
グリスロウ・クラコフスキー
年齢：19歳/身長：180cm/体重：74kg/血液型：O型/生まれたところ：ポーランド/交際歴：0人/誕生日：6月5日/おちんちん属性：光寄りの風属性
ヨルズ計画の船団のリーダーで、北方同盟の超名家クラコフスキー家の末弟。プライドが高く、あまり馴れ合いを良しとしない。メンバーには自らをリーダーと呼ばせている。地球にいた頃はクラコフスキー家の優秀な兄たちと比較され、「出兵は一族の恥」「愚かな弟」などと家族を含め周囲に罵倒されていたが、兄らを見返そうと自らの意志で家から出て、いち訓練生として宇宙を目指す強い志の持ち主。家を出てからは唯一の理解者であった執事と共に暮らしていた。左目のモノクルはその執事の形見である。他者の功績を素直に認め称えることが出来る裏表のない性格。クリスを女子と勘違いして一目惚れし、片想いを拗らせている。しかし、会話の中で不意にクリスが男であることを知り、失意のあまり力尽きるまで雨の中を走り続けた。その際、溢れる(クリスのおちんちんに対する)思いによって精神世界「おちんちん界」へと迷い込み、人の器を得た自らのおちんちん「ルストロ」らおちんちん界の住人たちとの出会いを通して、「おちんちん魔法」なる未知の技を手に入れることとなる。おちんちん力は213で、ババのおよそ3800万分の1。料理が大得意。頻繁にコマの左下隅から飛び出したような構図でツッコミをする。運動神経がよく、獄中ではバスケットボールに興じ、ヤ・キウでは連続でバク転をしたり、投手として1球目から球速125km/hの魔球・グリスロウボール(癖球)を投げたりしている。音楽の素養もあり、歌が上手い。
二年後、兄弟の中で最も成果を出したことでクラコフスキー家を継ぐことを認められ、国の重要なポストをも持ちかけられたが、広大な宇宙の調査を当然の如く選んだ。
Lv.1おちんちん魔法 ウインドセイバーグリスロウが初めて使った風属性の魔法。意識を下腹部に集中させ強く念じることで、小規模な斬撃が放たれる。実際に、壁にかかっていたカレンダーを両断することに成功した。
Lv.3おちんちん魔法 ウインドブラストウインドセイバーよりも大きな斬撃を放つ風属性の魔法で、雑草の生い茂った荒地を一掃するのに役立った。
アールシュ・ジャムワル
年齢：19歳/身長：186cm/体重：70kg/血液型：A型/生まれたところ：インド/交際歴：0人/誕生日：12月10日/おちんちん属性：闇属性
黒髪・色黒の美少年で、北方同盟の歴史上最高の天才。貧しくスラム街で路上生活を強いられた孤児だったが、自由連合の天才であるゲラルトに対抗した国のプロジェクト「才能発掘プログラム」によって学問に身を投じたため、間接的にゲラルトを命の恩人とし、狂気的に崇拝している。しかし、尊敬するあまり本人との会話は畏れ多く避けている。ゲラルトの著書「外宇宙の航海者」に寄せて執筆した「航海者を追って」の著者として、ゲラルト本人に宇宙物理学理論の理解度を唯一評価された人物。グリスロウの仲間に加わる以前は人嫌いで有名で、他者との交流を避け山奥で暮らしていた。グリスロウら3人がその家を訪れ勧誘しに来た際は、一度は門前払いしたものの、二度目は対面のチャンスを与え家に招き入れた。その後幾度の苦難を経る中でようやく心を通わせる仲間となった。ゲラルトが性的なことに関心を寄せるようになったのは全てババのせいであると誤解し、ババを「淫魔」「淫王」「大邪淫」などと呼んで忌み嫌っている。地球が復興してからは、各所のゲラルトのイベントに赴いてはファン活動に勤しんでいる。
ヴォルク・カフベチ
年齢：25歳/身長：193cm/体重：90kg/血液型：AB型/生まれたところ：トルコ/交際歴：たくさん/誕生日：11月23日/おちんちん属性：水属性
長髪で髭を生やしたプレイボーイで、冷静沈着な常識人。グリスロウにはやりチンと称される。アグラビティボーイズに対して比較的融和的ではあるものの、偵察など積極的に情報を引き出そうとし、連合と同盟の線引きを意識している。本名はビナイ・カフベチで、サガたちが地球を発つ3年前の2116年、武装中立共同体「パーツォ国」で進められた人類初の太陽系外惑星への入植計画において、宇宙船エスペーロ号のリーダーを務めた。船員のヴォーレ・ハルダル・タジベクとは既に他星での調査の実績もあり、4人で入植先の惑星PN-7500に至ったが、到着から2週間後に突発的な磁気嵐に遭遇し、ビナイの判断ミスによる事故で彼以外の3人が死亡する事態となった。3人に救われる形で生き延び地球に生還したものの、事故の責任、批判、失望を一身に背負い、居場所を失ってついにはホームレスにまで転落。その後、北方同盟の最高幹部ハシェルに呼び出され、国に捨てられた都合の良い飛行士として、ヨルズ計画への参加を持ちかけられる。宇宙への夢と責任感・罪悪感の間で葛藤していた中、唯一自分の生還を肯定してくれたグリスロウに心酔し、リーダーとしてではなくグリスロウの部下として宇宙を目指すことを決意する。なお、「ヴォルク」という名前は、自分の過去を隠すための偽名として、また過去の仲間の遺志を継ぐ決意として、ヴォーレ・ハルダル・タジベクの名前から一文字ずつ取って考案したもの。
ウォーターコール多量の水を放出するおちんちん魔法。
ルオ・イーヌオ
年齢：17歳/身長：169cm/体重：65kg/血液型：B型/生まれたところ：中国/交際歴：0人/誕生日：11月12日/おちんちん属性：火属性
派手な髪形で顔中にピアスを多数着用した少年で、いわゆる若者言葉で話すが、そのガラの悪さに反して口調は柔らかく人見知り。相手が人間でないとまだ話しやすい様子。戦場に輸出されるコピー人間の一個体で戦闘力は非常に高く、元は北方同盟の特務機関のエージェントだった。しかし本人はその仕事を「つまらない」と評しており、一度も笑ったことが無かったという。その任務中、偶然出会ったパンツ一丁のグリスロウに勧誘され、その異常な面白さで生まれて初めて笑い、彼を慕って船団の一人目の隊員となった。今も好奇心旺盛で面白いものを好み、特にグリスロウの失敗に期待して頻繁にビデオカメラを構えている。
リータ
年齢：8歳/身長：171cm/体重：？kg(金属を使っているので)/生まれたところ：クロシェット社
クロシェット社製の最新型の女性型アンドロイドT-50型。真面目な勤務態度で、責任感が強い。生体スキャンや変形など様々な機能を有し、日常生活の中でも、絶妙なタイミングでお茶を出すなど高性能ぶりを発揮している。当初は余所者であるビナイ(ヴォルク)の監視のため配備され、現在は掃除など船内の整備や作業のサポートの他、緊急時には1人でα・ジャンブローに残り作業を続ける任務も与えられている。趣味は「α・ジャンブローの色んなデータを蓄積・整理すること」と、「ショコラやジャンブロー君たちと一緒にサガの運転でドライブすること」。サガと仲が良い。グリスロウらと過ごす中でプログラムに変化が生じ、人間のように心を持ち感情豊かになった。故に、アンドロイドでも個人として扱われると喜ぶ。

#### その他
ハシェル・クラコフスキー
北方同盟の最高幹部の一人で、クロシェット社のCEO。グリスロウの兄で、グリスロウのことを「愚かな弟」「一族の恥」と評している。国を追われ居場所を失っていたビナイ(ヴォルク)を北方同盟の手駒にしようと引き抜いた。

### テスタニサリコンツェルン
惑星アレスタに本社を構える、時価総額ランキング2位の大企業。会社の危機でも有給休暇の権利が尊重されるホワイト企業である。
テスタニサリ=アレスタ
年齢：22歳/身長：196cm/体重：76kg/生まれたところ：惑星アレスタ/交際歴：0人/テスタニサリコンツェルン代表取締役
通称ニサリ。テスタニサリコンツェルンの代表取締役。動物のような垂れた耳を持つ青年で、素肌に前開きのジャケットを着用し、ヘイクを記した短冊をぶら下げた星形のニップレスを乳首につけている。モニカの実の兄で、モニカの無病息災を祈ること、またヘイクを詠むことを趣味としている。セイルスよりも高い身体能力と天才的な頭脳を併せ持ち、22歳という若さにして周囲からの人望も厚い。宇宙は自分のものと自負するほどの自信家で、ブルーダグマタイトを産出し突如名を轟かせたアグラビティマイニング社の、全てを乗っ取ることを目論んでいた。AM社とのヘイク勝負に敗れてからは、戦友として親しく接している。非凡な優秀さに反して、乳首にヘイクをぶら下げる奇天烈な感性を持ち合わせ、10年前から毎日欠かさず左右の乳首に1句ずつ新しい句を詠んでいる。このことがきっかけでモニカとは疎遠になっていたが、偶然本人が「ヘイクとそれが書かれた短冊を乳首にぶら下げる男がこの世で一番嫌い」と言うのを聞くまで、自分の行いに何一つ疑いを持たなかった。それ以降も「自分の奇行がきっかけでモニカがヘイクを嫌った」ということを理解せず、次にサガたちと対面した時も相変わらず乳首に漫画(メンガ)をぶら下げていた。その後は彼らの影響もあり、BB戦士や飛び出す絵本、2年後にはジェンガをぶら下げていた。当然妹以外にもそのセンスを改善してほしいと思われている。ウルマンとは幼馴染であり、幼少期はモニカと3人で遊んでいた。
ケリー・バーガンディ
年齢：29歳/身長：184cm/体重：62kg/エイカティング星出身/テスタニサリコンツェルン四天王/経理部
テスタニサリコンツェルン四天王の一人で、ウサギのような形の仮面を着用している青年。国民の9割が経理を志望している母星のエイカティング星において、最年少の12歳でMVK(最優秀経理)に選ばれた秀才。その実績からニサリにスカウトされ入社した。銀河一と自負する経理の実力はもはや常識を逸している。生主クリスちゃんの大ファン。ブルーダグマタイトの情報を探るため転職を装ってアグラビティマイニング社へ潜入した。しかしそのスパイ活動を通してダグマタイトの情報は探れず、社内の状況やメンバーの異常性を目の当たりにし混乱のあまり絶叫した。サガによって、自身の真面目さに隠れたはじけたがりな一面に気づかされ、有給休暇を取ってヤ・キウ観戦など、仕事以外のことも考えるようになった。無自覚だが、自分と対照的に少しルーズな女性が好み。独身。
セイルス・マン
年齢：32歳/身長：236cm/体重：145kg/テスタニサリコンツェルン四天王/営業部
ネズミのような耳の付いたマスクで頭を覆った屈強な大男で、テスタニサリコンツェルン四天王に名を連ねる伝説の営業。物を頻繁に壊すほどに強すぎる肉体で様々な契約を勝ち取った銀河一の実力者。営業の基本は断られることだと語り、営業は相手の営業拒否力と自身の営業力(セールストーク)の勝負だと捉えているが、その力の強さから営業としての存在を誤解されがちである。なお、クリスに営業を持ちかけた際は、クリスの生主としての圧倒的影響力を利用した宣伝に敗北した。一人称は「俺っち」だが、勢いが付くと「俺」にもなる。民間の宇宙毒大蛇駆除に協力する心優しき人物であり、自身の名刺は大剣で仕留めた大蛇の骨と皮で作っている。四天王唯一の既婚者で妻と息子の三人家族。ネラルフェアの相談に乗る面倒見の良い一面も持ち合わせる。
ネラルフェア・オックタパス
年齢：28歳/身長：169cm/体重：？kg/テスタニサリコンツェルン四天王/総務部
タコの脚のような長髪と黒い目が特徴的な、銀河一総務を極めた女性。色気に溢れたスタイルと美貌で社内外を問わず男性人気が非常に高い。その人気も利用し実績を上げているが、人気だけでテスタニサリコンツェルン四天王に上り詰めたのではなく、高い実力も併せ持つまさに才色兼備の逸材である。恋愛についても、恋人が同時に88人いたことがあったり、一か月以上恋人のいない時期が続いたことが無かったりと、常人離れした経歴を持つ。多様な恋愛を経験したためか、現在は真実の愛を見つけることを夢見ている。サガ・ゲラルト・ババを誘惑しブルーダグマタイトの情報を聞き出そうと彼らに接触したが、偶然「下心を出さない方がモテる」という知識を実践していた彼らのクールな態度に不覚にもときめいてしまい、作戦は失敗に終わった。
ウルマン・カラハサス
年齢：22歳/身長：156cm/体重：？kg/生まれたところ：惑星ブエルツェバ/交際歴：0人/テスタニサリコンツェルン四天王/人事部
テスタニサリコンツェルン四天王で一番の実力を持つ、赤い肌と額の角が特徴的な女性。歯に衣着せぬ物言いが目立つ。趣味はネラルフェアの飼い犬と散歩すること、筋トレ。宇宙海賊「カラハサーン」の船長キャプテン・ザッハと第13婦人との間の娘で、普段はその正体を隠すために、また敏感肌対策として覆面で素顔を隠している。生まれ故郷から物心つく前にアレスタに移住しており、親同士が知り合いのニサリ・モニカとはその頃からの友人である。会社では立場上ニサリに敬語を使っているが、プライベートでは敬語を用いずに話しており、またモニカには姉のように慕われている。子供の頃から密かにニサリに思いを寄せている。

### おちんちん界
ルストロ
年齢：19歳/身長：グリスロウのおちんちん/体重：グリスロウのおちんちん/生まれたところ：グリスロウのおちんちん/交際歴：グリスロウのおちんちん/趣味：グリスロウのおちんちん/職業：おちんちん/おちんちん属性：光寄りの風属性
おちんちんに対するグリスロウの真剣な想いによって人の器を得たグリスロウのおちんちん。右目の眼帯とダンディな口周りの髭が特徴的。突如おちんちん界へ至ったグリスロウの案内役でもあり、共に心で繋がり生きる者としてグリスロウとの絆を築いた。本来おちんちん界から出ることは能わないはずだったが、ババの強大なおちんちん力に当てられて現実世界に顕現することが出来た。
シメール
「炎のおちんちん」の精霊で、エルフのような尖った耳を持っているが、常に全身に炎を纏っているため素顔は不明。グリスロウのことを「兄ちゃん」と呼ぶ。オーチントピア神殿にて、おちんちん属性の自認などについて解説した。
チェルノゼム
職業：学者/おちんちん属性：闇寄りの土属性
おちんちん界に住む学者で、ルストロとは旧知。長髪で四角い眼鏡を着用している。グリスロウを一目見ただけでその属性を見抜く観察眼の持ち主。この宇宙におけるおちんちんの力・可能性についてグリスロウに説いた。ルストロの右目にダメージを与えた実力者。
Lv.99極大おちんちん魔法 エルドリッチ・ゴーレム召喚闇寄りの土属性の最強呪文。10m以上あると見られる巨大なゴーレムを呼び出し使役する。

### その他
高次存在(仮称)
人間界よりもはるか高次の世界から現れた謎の生命体。通称「高次存在」「コージ」「高次」など。度々サガたちの前に現れては、魅力的な情報での誘惑、未知の場所への突然の転送などで彼らを混乱・困惑させ、その愚かで哀れな姿を見て楽しんでいる。その面白さに免じて手助けしてくれることもあり、遊び甲斐のあるオモチャとして愛着も抱いている。言語を超越して感情や記憶に作用し、また理を超えて物理的に事物に干渉できる「第3の手」、付近の重力を操る「第5の手」など、次元を超越した様々な力を持つ手を有する。コーヒーが好きでこだわりがあり、コーヒーマニアを自称する。サガが地球を救ってからは姿を隠していたが、サガの船には度々顔を出しており、サガの帰還と共に他のメンバーの前にも再び現れた。
パフィン
スペースメイドセンターで働く17歳の少女で、地球人に似た美しい容姿をしているが宇宙人。数年前に突発性ワームホールに巻き込まれ惑星アレスタに遭難した。そこで働きながら母星へ帰る方法を探していたが、サガたちの選択によって無事帰郷を果たす。
ジャンブローくん(たち)
α・ジャンブローの先住民。さまざまな形状・大きさ・色の個体が存在するが、共通して二足歩行をし、必要時にのみ体から手が生える。知能レベルは低めだが、非常に友好的かつ好奇心旺盛な種族で、サガたちに何度も協力してくれる。顔には目しかないが、全身で感情を表すため意思疎通は容易。
キャプテン・ザッハ
宇宙海賊「カラハサーン」の船長。痩せ型で、角の生えた鬼のような風体をしている。アレスタ刑務所において懲役9億年。その恐ろしい所業と見た目とは裏腹に義理人情に厚い。(本来刑期が数日であった)ゲラルト、ババ、グリスロウを、(厚意で)海賊団の脱獄に協力させた。妻が13人以上おり、ウルマンはその第13婦人との娘。体の入れ墨が多い程戦闘力が高い種族であり、彼の強さは計り知れない。なお、副船長は大柄で牙の生えた「星斬り」グァルピンドと、タコのような見た目で「フシュルシュル」と鳴く「星喰い」スルタム。
テスタモニカ・アレスタ
年齢：19歳/身長：177cm/体重：秘密/生まれたところ：惑星アレスタ/交際歴：0人/趣味：クリスの配信を見ること・筋トレ/GCPO執行委員長
通称モニカ。動物のような耳を持つスタイルの良い美少女。ニサリの実の妹。10年前にニサリが乳首にヘイクをぶら下げる奇行を始めて以降、兄を蔑んで無視するようになり、伴って男性不信に陥った。アレスタにある銀河刑事警察機構(GCPO)のトップで正義感が強く、特にゲラルトら脱獄した宇宙海賊の抹殺を目標としていた。しかし、クリスの顔写真を自分と称して性別を偽ったゲラルトとネット上で知り合い、女友達として意気投合する。素直すぎる性格で、嘘を嘘で固めたクリスらに対する理解は誤解に満ちている。クリスの説得により、ゲラルトたち脱獄囚3人への考えを改め、映像の再検証からゲラルトとババの指名手配を取り下げた。サガが21年前の地球に発った後に誤解は全て解けており、改めて再会する約束をする。
ルボースベイサーズ
「ヤ・キウ」というスポーツが盛んなルボーノ星の人々で構成されたプロ「ヤ・キウ」チーム。キャプテンは口調が丁寧で物腰が低く顔の広い人格者だが、そのほかのメンバーは皆人相と態度が悪い。最近は成績不振に陥っている。キャプテンは打球を1700m飛ばすほどのパワーの持ち主。ルボーノ星人はヤ・キウを好みすぎるあまり、あらゆる物事をヤ・キウ勝負で決定しようとする特徴がある。サガとババがダグマタイトの鉱床を求め無人島に訪れた際、彼らは偶然同じ島をヤ・キウのキャンプ地として発見しており、どちらの所有とするか、例に漏れずヤ・キウで決定した。ヤ・キウ用品のような見た目の宇宙船を使用している。サガが地球を救って帰る二年の間に、銀河シリーズを二連覇した。
ボストン
α・ジャンブローに生息するヤドカリにもロブスターにも似た生物、ヤドカロブスターの一個体。サガが命名した。体は鮮やかな赤色でクリーム色の貝殻を持つ。サガたちが川辺で遊んでいる楽しそうな雰囲気に惹かれ参加して以降、船にも訪れるようになった。アグラビティマイニング社に於いても、不要な書類を半分に裁断するという業務を担っている。サガのいない2年の間に子供が2匹生まれた。モデルは作者の遊んでいた無料ゲームのキャラクター。
葛󠄀西純
年齢：19歳/身長：168cm/体重：53kg/俳優・タレント/おちんちん属性：土属性
宇宙で活躍する芸能人。黒髪でいかにも日本人のような風貌の少年だが、実際は宇宙人。「葛󠄀西純」という名前は芸名で、偶然地球を訪れた際に考え付いたもの。初登場は第40話で、「41話以降で今後アグラビティボーイズに登場するかもしれないキャラ」として描かれ、直後の第41話では早速タイムマシンのCMに出演している。様々なCMのイメージキャラクターを務めているため、ニサリなど企業の重鎮とも面識がある。地球の滅亡を悲しんでいたが、サガたちによって地球が復興し再び地球を訪れている。。
ロック・ザ・ビート岩を飛ばしてダメージを与えるおちんちん魔法。
オイルキング
時価総額7位の大企業ファットオイルのトップを務める、肥満体形の大男。女癖が悪く、銀河中から自分好みの女性を集めて私有する惑星に住まわせているという噂があり、実際に男子禁制の惑星を所有している。生主クリスの古株ファンで自己主張が強く、最初にクリスに200万の大金を投じた張本人。例によってクリスを女だと勘違いし、催眠でクリスを自分の惑星に連れ去った。クリスの「歌ってみた」動画の振り付けを完璧に覚え本人の前で披露するなど、数々の精神的なダメージをクリスに与えたが、クリスを救出しに来たサガ子らAGRAVITY GIRLSにブロッコリーで殴打され撃沈した。
星喰い(コスモイーター)
α・ジャンブローに襲来した宇宙規模の寄生生物。宿主である惑星の全てを食い尽くして力を蓄えては次なる獲物を求め宇宙を飛行する怪物。カラハサーンの副船長スルタムのように人格を持つ個体も稀に存在するが、基本的には本能のままに星を食い荒らす。通常の物理攻撃は通用せず、おちんちん魔法のような理を越えた力で攻撃する必要がある。

## 用語

### 星
α・ジャンブロー
物語の主な舞台。入植先の候補地であった地球と似た環境の星。いち早くこの星を調査し入植しようと、各国が競っていた。
惑星アレスタ
太陽と同じ大きさの惑星で、宇宙一の歓楽街。一晩で約3恒河沙ドルにあたる金額が取引される。各地にメイドを派遣する「スペースメイドセンター」も所在する。
惑星ヒュー
アグラビティマイニング社がダグマタイトの鑑定や取引を行った仕事場の星。ババが週に5日通うスライム整体が所在する。
惑星カルイザ
アレスタから4万kmのところにある別荘星。大企業のトップなど、大金持ちらが集まる社交場。
オイル・ダジュール
オイルキングが私有する小惑星で、表向きには女性専用リゾート地だが、オイルキングが気に入った女性を無理やり連れ込んでいる噂がある。

### 地球上の事物
自由連合アカデミー
自由連合で最も優秀な学校。本部はアメリカに所在する。初等部や中等部、複数の地方支部の存在が明らかになっている。初等部から中等部へは内部進学が主だが、地方支部の特に優秀だった生徒も一部加わる。学力の差、人種や宗教の違いから内部進学生と外部生の間には深い隔絶があり、いじめや諍いが絶えない。実績を特に評価する傾向にあり、退学につながる問題行為も後に優秀な成績を収めれば不問とされがちである。
ブロッコリー協定
ババが学内の内部・外部生双方の暴力行為を禁じるため、彼が中等部一年生だった頃(2113年9月16日)に結んだ和平協定。素手・武器などのあらゆる暴力の代わりにブロッコリーを互いの尻に刺し合うというブロッコリズムの精神に則っており、尻に刺された者は戦線離脱を強制される。フードロスの観点から、使用するブロッコリーは廃棄予定のものでなくてはならない。抗争を行える場所を特定の12か所に規定しており、ブロッコリーを持つ者がそこに集合し次第戦闘開始となる。協定を破った者は「ビーフ」と呼ばれ、ブロッコリーを模した全身タイツの「執行人(イグゼキュタ)」により重い罰を与えられた上で退場する。
プロジェクト・ヘルメス
人類の新たな入植先を開拓する、自由連合が計画した人類史最大のミッション。これにサガたち4人が抜擢された。
ヨルズ計画
外宇宙への入植、特に人類最初のα・ジャンブローへの到着や人類移住を目的とする北方同盟のプロジェクト。グリスロウたちを含め大勢の候補生の中から、他船と訓練で競う中で実際に飛び立つ船を決めたようである。リーダーだけは事前に任命されており、それぞれがメンバーを自力で勧誘する。
「MASARU」
2104年から2117年にかけて、全世界で放送されていた自由連合の超大人気ドラマシリーズ。シーズン15まで製作され社会現象となった。27歳フリーターの まさる(演:野尾謙作)が主人公。まさるはSNSに中傷スレスレの悪口を投稿するのが趣味である一方、意中の女性であるOLの久美子からは憎からず想われている。2020年代の東京を舞台にしたシーズン1は、野尾の拙い演技と覇気に乏しい表情、驚異的なクオリティの低さでマニアの注目を集め、野尾が実際に肉離れを起こした映像をそのまま用いた第10話がきっかけで人気に火が付いた。その後のシーズンを追うごとに作品の舞台や世界観が目まぐるしく変化しており、シーズン5は中東でのアクション・サスペンス、シーズン12は過剰なファンタジー作品、シーズン13は機械帝国編となっている。ブラジル出身世界的ギタリストのカルロスがシーズン12の主題歌・劇中音楽を担当しており、特に主題歌「FANISH」は大ヒットとなった。

### 地球外の事物
ジェナダイバージョン
一度だけ性別を反転できる秘薬で、服用後は元からその性別で生きていたものとして皆の記憶が置き換わることになる。しかし、気化した成分を吸引することで、一時的な性転換効果にとどめることが出来る。この場合、効果持続時間はα・ジャンブロー時間で半日しかなく、更に正常でない使用のため、性別以外の特徴の反転や感情の起伏の激化といった副作用が生じてしまう。なお、効果が切れるとその間の記憶は失われる。使用期限はα・ジャンブロー時間で365日。
おちんちん相対性理論
ジェナダイバージョン服用時に起こる身体的変化についてゲラルトが打ち立てた仮説。同一人物の性転換前後で、男体の最大OT値(おちんちんの大きさ)と女体の乳房の大きさとの間には比例関係が成り立つというもの。この仮説が正しいと仮定すると、性転換した3人の最大OT値の大小関係は、ゲラルト<サガ<ババ となる。
ダグマタイト
異星人との取引に使える有用な鉱物。地球に於ける白金のように、装飾品や触媒として用いられる。α・ジャンブロー内にも鉱床があり、サガたちは会社を設立してその採掘を行った。その中でも「ブルーダグマタイト」と呼ばれる鉱石は通常の20倍の価格で取引される特に希少なもので、偶然α・ジャンブローでも産出された。
OMOポイント (愚かな人類のおもしろポイント)
ゲラルトの提案で導入された、アグラビティボーイズと高次存在の間の取引に用いられるポイント。彼らの起こすハプニングなどで高次存在を楽しませると、それに応じたポイントが見返りに加算され、溜まったポイントに応じて様々な物品と交換できる。ポイント加算は完全に高次存在の裁量に委ねられており、時には使い込んだポイントを全て元に戻してくれることも、若干のポイント不足を無視してくれることもある。ポイントの融資も行ってくれるが、当然条件は悪い。
ヤ・キウ
ボールを投げてバットで打ち、2チームで点を取り合う野球によく似たスポーツ。ピ・チャーとキャ・チャーがバッテリーを組み、内野手(ファスティウス、セカンディウス、サーディウス、ショート)と外野手(レフティウス、ライティウス、センター・オブ・ジ・ヤ・キウ)を含めた9人で守備を行う。攻撃について、バ・ターが用いるバットは棒状であればなんでも良い。なおエースでキャプテンの選手は、「ヤ・キウの神に祈りを捧げるため必ず情熱的に踊りながら走塁」「送りバントで進塁する際はバク転しながら走塁」など、特別なルールが適用される。野球と違い、何回でも10点差がつくとコールドゲームとなる。
自由同盟α・ジャンブローズ
ルボースベイサーズとヤ・キウ対決するために急遽結成した、アグラビティボーイズとヨルズ計画船団のメンバー9人のチーム。本人の希望により、エース及びキャプテンはグリスロウが務める。
アグラビティマイニング社
アグラビティボーイズが、ダグマタイトの採掘・取引を行うために設立した会社。頭取をゲラルトが務め、以下、ババは常務、サガは次長、クリスは(支店が無いのにもかかわらず)支店長を務める。ジャンブローくんたちやボストン、ショコラ会長なども従業員として運営に協力している。ブルーダグマタイトを産出したとして、起業後すぐに噂が知れ渡った。差しあたっての社としての目標は、タイムマシンを購入する資金をあつめることと、宇宙全土の企業の価値を反映した「時価総額ランキング」の1000位以内に入り、タイムマシンの詳しい情報を得られるだけの社会的地位を手にすることであったが、早いうちに達成することが出来た。
ヘイク
俳句によく似た、基本的に5文字・7文字・5文字の言葉の連なりで構成される定型詩。200年前に別の星から惑星アレスタに伝わった。俳句で言う「枕詞」にあたる修辞があり、一例として「ドゥルピネの」が挙げられる。同様の詩として、短歌を模した「ティンカ」も存在する。
おちんちん特殊相対性理論
ゲラ美が無い知恵を振り絞って編み出した、ジェナダイバージョンの不完全な服用時の効果切れに関する仮説。男性が女性に性転換していた場合、元の体の男性ホルモンの大小と効果持続時間に負の相関があるという考え。
おちんちん界
おちんちんへの強い想いによって生まれる精神世界で、おちんちんの精霊たちが暮らす。ここにあるオーチントピア神殿に立ち、自分のおちんちんを強く想うことで、自らのおちんちんに与えられていた属性を自覚できるようになる。
おちんちん魔法
おちんちんから放たれる未知の力。おちんちんには8つの基本属性(炎・風・光・水・土・闇・聖・魔)があり、それぞれ自らの属性に応じた魔法を習得できる。この属性の間には有利不利といった相性が存在する(例：風属性は土属性に有利)。さらに、あらゆるおちんちんを統べる「全属性」の持ち主が存在するという伝説があった。この理を越えた力は高次存在が扱う「第3の手」と同等のもので、星喰いの襲来時は唯一の対抗手段となった。またゲラルトによってこの未知の物理干渉が数学的に解析され、この次元で不可能とされていた多くの事象を解決する手立てとなった。なお、ゲラルトの理論の中では「クラコフスキー現象」と称される。
宇宙際おちんちん理論
ゲラルトが提唱した新理論。別次元の宇宙での新たな物理干渉「第3の手」、すなわちグリスロウが会得した「おちんちん魔法」=「クラコフスキー現象」を数学的に解明することでこの理論の完成に至った。
ワープゲート
地球が復興した後に開発した装置で、地球とα・ジャンブローを自由に行き来できる。混乱を避けるため一般には非公表。

## 読切版
タイトルは『ジェナダイバージョン３to１』で、『少年ジャンプ+』2018年8月1日に公開された。
内容は連載版の第1話に相当する。なお、西暦2118年を舞台としており、連載版と一年異なる。サガのフルネームは「カミカゼ・サガ」となっており、他の三人からは「サガ」ではなく「カミカゼ」と呼ばれている。ゲラルトも「ゲラルト・ゼーマンツ」と連載版とは異なるフルネームで、肩書きも「宇宙物理学者」ではなく「生物地質学者」である。また、連載版第1話のキーワードであった「おちんちん相対性理論」という発言が存在しない。
2022年10月12日、浪川＆岡本 ボイコミラボにてボイスコミック化された。放送後、当作品は集英社公式YouTubeチャンネルの「ジャンプチャンネル」でも公開された。

### キャスト
カミカゼ・サガ CV.浪川大輔
クリス・アーウィット CV.酒井美沙乃
ゲラルト・ゼーマンツ CV.岡本信彦
ババズラギ・キプラガト CV.金城大和

## 書誌情報
- 中村充志『AGRAVITY BOYS』 集英社〈ジャンプ・コミックス〉、全7巻
  1. 「ジェナダイバージョン3to1」 2020年4月3日発売、ISBN 978-4-08-882302-7
  2. 「Blink of stars」 2020年7月3日発売、ISBN 978-4-08-882345-4
  3. 「Lost in the Supermarket」 2020年10月2日発売、ISBN 978-4-08-882421-5
  4. 「Past Is Prologue」 2021年1月4日発売、ISBN 978-4-08-882494-9
  5. 「Dawn Metropolice」 2021年4月2日発売、ISBN 978-4-08-882593-9
  6. 「GIRLS in the α・Jumbro」 2021年7月2日発売、ISBN 978-4-08-882706-3
  7. 「Defying Gravity」 2021年7月2日発売、ISBN 978-4-08-882707-0